# Politolana obtusispina
Politolana obtusispina là một loài chân đều trong họ Cirolanidae. Loài này được Kensley miêu tả khoa học năm 1975.